# جوني ليونارد
جوني ليونارد (بالفرنسية: Johny Léonard)‏ هو لاعب كرة قدم لوكسمبورغي في مركز الهجوم، ولد في 3 أكتوبر 1941 في South Bonnevoie ‏ في لوكسمبورغ. شارك مع منتخب لوكسمبورغ لكرة القدم. أما مع النوادي، فقد لعب مع نادي غينت ونادي لوفيرواز ونادي ميتز ويونيون لوكسمبورغ.

## وصلات خارجية
- جوني ليونارد على موقع الاتحاد الأوربي (الإنجليزية)
- جوني ليونارد على موقع قاعدة بيانات كرة القدم.إي يو (الإنجليزية)
- جوني ليونارد على موقع ناشيونال فوتبول تيمز (الإنجليزية)
- جوني ليونارد على موقع عالم كرة القدم.نت (الإنجليزية)